# Eigentumsorientierte Wohnungsbaugenossenschaft
Eine eigentumsorientierte Wohnungsbaugenossenschaft ist eine Wohnungsbaugenossenschaft die ihren Mitgliedern zusätzlich das Recht auf den Erwerb des Eigentums an den sich im Genossenschaftsbesitz befindenden Wohnraum einräumt.
Eine Wohnungsbaugenossenschaft kauft und saniert Immobilien. Die Immobilien können von den Mitgliedern der Wohnungsbaugenossenschaft vergünstigt zur Miete oder als Wohneigentum erworben werden. Die Mitglieder besitzen nicht nur bevorzugtes Recht auf den Erwerb, ebenso darf man mit deutlich reduzierten Refinanzierungskonditionen rechnen. Außerdem ermöglicht eine eigentumsorientierte Wohnungsbaugenossenschaft den Erwerb von Geschäftsanteilen und weitere Vergünstigungen nach dem Wohnungsbauprämiengesetz.
Die monatlichen Beiträge der Mitglieder werden zunächst der Wohnungsbaugenossenschaft überlassen. Die Gelder werden nie weniger als sechs Jahre in Immobilien investiert, damit Kapital entstehen kann. Das Endkapital ist hier nicht zweckgebunden. So bauen die Mitglieder Vermögen auf oder investieren in ein eigenes Heim.

## Entwicklung seit 1996
1996 wurde mit dem § 17 Eigenheimzulagengesetz (EigZulG) eine direkte Förderung für den Kauf von Genossenschaftsanteilen eingeführt.
Diese Förderung beschränkte sich jedoch nur auf Genossenschaften mit einer eigentumsorientierten Satzung, die nach dem 1. Januar 1995 in das Genossenschaftsregister eingetragen wurden. Dies gab, vor allem in den ersten Jahren, den Anstoß für Neugründungen von Wohnungsbaugenossenschaften, die dieses Kriterium erfüllten.